# Crazy Nights
Albums de Kiss
Asylum
(1985) Hot in the Shade
(1989)
Crazy Nights est le 14e album studio du groupe Kiss sorti en 1987. L'album atteint la 18e place au Billboard 200, rendant Crazy Nights l'album le mieux classé du groupe des années 1980 aux États-Unis.
L'album a été certifié disque de platine le 18 février 1988 par la RIAA, 1 000 000 exemplaires se sont écoulés. L'album a été réédité en 1998 dans le cadre de la série Kiss Remasters, et à ce jour est le dernier album Kiss avoir été remasterisé. Depuis lors, 3 disques de platine ont été certifiés par la RIAA.

## Titres non retenus
Paul Stanley, Desmond Child et Bruce Kulick ont écrit une power ballad intitulée Sword and Stone, ce titre n'a pas été inclus car le producteur de l'album Roy Nevison, n'aimait pas ce dernier. La chanson a été offerte au groupe canadien Loverboy; le guitariste du groupe Paul Dean, a réenregistré le titre pour son premier album solo paru en 1989, intitulé Hard Core. Le groupe allemand Bonfire a repris Sword and Stone et leur version apparaît sur la bande son du film Shocker.
Une autre chanson n'a pas été retenue pour l'album, Dial 'L' For Love, elle a été écrite par Eric Carr, Gene Simmons et Adam Mitchell. Eric a été le principal auteur du titre, il l'a passé à Gene et Adam qui ont complété le morceau. Une démo a été réalisée mais les chants n'ont pas été terminés, Eric Carr s'occupait du chant. Carr dit que la chanson n'était pas bonne à l'époque et que c'est pour cela qu'elle ne figure pas sur l'album Crazy Nights.
Are You Always This Hot est une chanson écrite par Gene Simmons et Adam Mitchell et il s'agit d'un titre spécial car il a été enregistré mais jamais utilisé et ne figure sur aucune compilation de Kiss. Dans les années 1980, Gene avait pour habitude de travailler de nouvelles chansons basées sur des titres plus anciens, Are You Always This Hot en fait partie. Le titre a d'abord été écrit par Adam Mitchell en 1981.
Quelques autres chansons qui ont été écrites pour l'album: Boomerang, ‘X’ Marks the Spot, Scratch and Sniff, What Goes Up, Hunger For Love, Dirty Blonde et No Mercy. Cependant, le titre Boomerang a été publié sur l'album Hot in the Shade en 1989.

## Postérité
Le tube "Crazy Crazy Nights" peut être considéré comme un "classic" de Kiss. Cette chanson est la seule à avoir été jouée en live par Kiss en dehors de la tournée promotionnelle de l'album dont elle est issue. On la retrouve ainsi sur la setlist du Hot in the Shade tour et, bien plus tard, à la fin des années 2000, sur celles du Sonic Boom Over Europe Tour et The Hottest Show On Earth Tour. "Crazy Crazy Nights", "Reason To Live", "Bang Bang You" et "No, No, No" ont été jouées sur pratiquement tous les concerts donnés par le groupe fin 1987 et en 1988 ; "When Your Walls Comes Down" et "Hell Or High Water" ont aussi été jouée lors des premières dates de cette série avant d'être rapidement abandonnées.

## Composition du groupe
- Paul Stanley – chants, guitare rythmique
- Gene Simmons – chants, basse
- Bruce Kulick – guitare solo
- Eric Carr – batterie, chœurs
- Phil Ashley – claviers

## Liste des titres
| A1. | Crazy Crazy Nights          | Stanley, Mitchell         | Paul Stanley | 3:45 |
| A2. | I'll Fight Hell To Hold You | Stanley, Mitchell, Kulick | Paul Stanley | 4:10 |
| A3. | Bang Bang You               | Stanley, Child            | Paul Stanley | 3:53 |
| A4. | No, No, No                  | Simmons, Kulick, Carr     | Gene Simmons | 4:19 |
| A5. | Hell Or High Water          | Simmons, Kulick           | Gene Simmons | 3:28 |
| A6. | My Way                      | Stanley, Child, Turgon    | Paul Stanley | 3:58 |

| B1. | When Your Walls Come Down | Stanley, Mitchell, Kulick  | Paul Stanley | 3:25 |
| B2. | Reason to Live            | Stanley, Child             | Paul Stanley | 3:59 |
| B3. | Good Girl Gone Bad        | Simmons, Sigerson, Diggins | Gene Simmons | 4:35 |
| B4. | Turn On The Night         | Stanley, Warren            | Paul Stanley | 3:19 |
| B5. | Thief In The Night        | Simmons, Weissman          | Gene Simmons | 4:05 |

## Singles
1. 18 août 1987: Crazy Crazy Nights
2. 12 novembre 1987: Reason to Live
3. 18 février 1988: Turn on The Night

## Charts
| Pays        | Chart              | Meilleure position | Réf    |
| ----------- | ------------------ | ------------------ | ------ |
| États-Unis  | Billboard 200      | 18                 | [ 2 ]  |
| Royaume-Uni | UK Albums Chart    | 4                  | [ 9 ]  |
| Norvège     | VG-lista           | 8                  | [ 10 ] |
| Suède       | Sverigetopplistan  | 11                 | [ 11 ] |
| Suisse      | Swiss Music Charts | 14                 | [ 12 ] |
| Japon       | Oricon             | 21                 | [ 13 ] |

## Récompenses
| Date             | Certifié | Total des ventes |
| ---------------- | -------- | ---------------- |
| 17 novembre 1987 | Or       | 500 000          |
| 18 février 1988  | Platine  | 1 000 000        |
| 25 avril 1990    | Platine  | 3 000 000        |